# Tender
«Tender» —en español: «Ternura»— es una canción de 1998 de la banda de rock británica Blur. Escrita por los cuatro miembros de la banda, la canción se convirtió en el undécimo top 10 de Blur en la UK Singles Chart, debutando y alcanzando el número dos el 28 de diciembre de 1998. También alcanzó la cima. 20 en Grecia, Islandia, Irlanda, Italia, Nueva Zelanda, Noruega y España.

## Trasfondo, letra y presentaciones en vivo
La letra de la canción, de Damon Albarn y Graham Coxon, describe la ruptura entre Albarn y Justine Frischmann, entonces cantante de la banda de britpop Elastica. Frischmann le dijo al periódico británico The Observer que lloró la primera vez que escuchó la canción, luego se sintió avergonzada y enojada antes de calmarse. Los escritores comparten el canto, con coros del London Community Gospel Choir. La línea «Tender is the night», y el nombre de la canción, hacen referencia a la novela Tender Is the Night de F. Scott Fitzgerald, cuyo título era a su vez una cita de la «Oda a un ruiseñor» de Keats.

«Recuerdo haber entrado en el estudio sintiéndome como la mierda, por razones en las que no voy a entrar, y escuchar la voz de “Tender” y sentirme mejor de nuevo. Esa es la cualidad anodina de algo de música, que calma tus sentimientos de culpa y horror. Afortunadamente, lo conseguimos desde el principio. Y eso hace una gran diferencia cuando tienes un número uno global obvio. Eso quita la presión».
— Alex James, bajista de Blur

Durante la pausa de Coxon del grupo, Blur continuó interpretando la canción, con Albarn pidiendo al público que cantara las líneas de Coxon, «Oh my baby/Oh my baby/Oh, why?/Oh my». En la aparición de Blur en los titulares del Reading Festival en 2003, presentó la canción diciendo: «No quiero, ni por un momento, ser un sentimental, pero ... Graham también escribió esta canción ... Ya sabes lo que canta y yo quiero que las cantes lo más alto que puedas. Todo el mundo necesita cantar esta canción». El baterista Dave Rowntree también cantaba las líneas de Coxon en ocasiones. En julio de 2009, cuando se volvió a formar Blur, el público repitió con fuerza las líneas de Coxon para llamar a Blur de vuelta al escenario en Glastonbury, Hyde Park y T in the Park.
En marzo de 2013, Albarn, Coxon, Paul Weller y Noel Gallagher interpretaron la canción en el evento benéfico de Teenage Cancer Trust.

## Lanzamiento y recepción
Es la primera pista del sexto álbum 13 de Blur y también se lanzó como el sencillo principal antes del lanzamiento del álbum. El sencillo alcanzó el número dos en la UK Singles Chart, mantenido fuera del número uno por «...Baby One More Time» de Britney Spears. El sencillo tuvo ventas en la primera semana de 176 000 y tuvo una ventaja inicial sobre Spears en la primera parte de la semana, aunque «... Baby One More Time» vendería 55,000 unidades adicionales sobre «Tender» para mantener la posición número uno. La fecha de lanzamiento de la canción se había adelantado para cuestionar una preocupación por las importaciones japonesas.
La canción fue premiada como «Single of the Fortnight» en Smash Hits, escribiendo: «Con siete minutos y tres cuartos, «Tender» es al menos dos demasiado largo, ¡pero sigue siendo el mejor himno skiffle-folk del año hasta ahora!». Chuck Taylor de Billboard lo llamó un «gran cambio» para la banda y un «trabajo estelar», cuyo sonido recuerda a finales de los 60' y principios de los 70'. Él escribió: «Es simplemente una punta del sombrero pulida y bien producida para una época en la que las estrellas del pop británico podían cantar ... y tocar solos de guitarra diminutos sin ironía. Sarah Davis de Dotmusic lo llamó «un soplo de frescura» y un «hermoso himno de consolación», al tiempo que destaca su similitud con «Give Peace a Chance» de John Lennon. «Tender» fue nominado en la categoría de Mejor Sencillo Británico en los BRIT Awards 2000. Robbie Williams ganó el premio por «She's the One».

## Video musical, lados B y remixes
El video de la canción es una presentación en vivo, filmada en blanco y negro, con la banda y un grupo de coristas. Como el video anterior de Blur para «End of a Century», no usa la pista de audio de la versión de estudio. Un video oficial de esta pista fue grabado por Sophie Muller (directora de los videos promocionales de «Beetlebum» y «Song 2»), pero nunca fue lanzado ya que a la banda simplemente no le gustó. Inicialmente, la pista «Swamp Song» estaba programada para aparecer como uno de los lados B del sencillo, pero fue promovida al álbum principal 13. La aparición de «Song 2» en el sencillo fue una sustitución de último minuto. Un remix de la canción de Cornelius fue lanzado en el sencillo «No Distance Left to Run».

## Lista de canciones
| 7" (Europa) A. «Tender» – 7:41 B. «All We Want» – 4:33 CD 1 1. «Tender» 2. «All We Want» 3. «Mellow Jam» CD 2 1. «Tender» 2. «French Song» 3. «Song 2» 4. «Song 2» (video) | CD (Australia) 1. «Tender» 2. «All We Want» 3. «Mellow Jam» 4. «Song 2» (video) CD (Japón) 1. «Tender» 2. «Swamp Song» 3. «Mellow Jam» 4. «French Song» |

## Personal
- «Tender», «Mellow Jam», «French Song» y «Swamp Song» producidas por William Orbit
- «All We Want» y «Song 2» producidas por Stephen Street
- Damon Albarn – voz, guitarra acústica
- Graham Coxon – guitarra eléctrica, voz
- Alex James – bajo, coros
- Dave Rowntree – batería, coros
- Coros adicionales por London Community Gospel Choir

## Listas y certificaciones
| Lista (1999)                                | Posición |
| ------------------------------------------- | -------- |
| Australia (ARIA)                            | 32       |
| Bélgica (Flandes) (Ultratip Bubbling Under) | 15       |
| Europe (Eurochart Hot 100)                  | 11       |
| Alemania (Offizielle Deutsche Charts)       | 94       |
| Greece (IFPI Greece)                        | 6        |
| Iceland (Íslenski Listinn Topp 40)          | 4        |
| Irlanda (IRMA)                              | 6        |
| Italy (Musica e dischi)                     | 11       |
| Países Bajos (Mega Single Top 100)          | 90       |
| Nueva Zelanda (Recorded Music NZ)           | 12       |
| Noruega (VG-lista)                          | 15       |
| Escocia (Scottish Singles Sales Chart)      | 2        |
| Spain (AFYVE)                               | 5        |
| Suecia (Sverigetopplistan)                  | 29       |
| Suiza (Schweizer Hitparade)                 | 45       |
| Reino Unido (UK Singles Chart)              | 2        |

| Lista (1999)     | Posición |
| ---------------- | -------- |
| UK Singles (OCC) | 39       |

| Región                                                          | Certificación | Ventas   |
| --------------------------------------------------------------- | ------------- | -------- |
| Reino Unido (BPI)                                               | Oro           | 400,000^ |
| ^ Las cifras de envíos se basan únicamente en la certificación. |               |          |

## En la cultura popular
- La canción aparece durante los créditos finales de la película Southland Tales (2007) de Richard Kelly.
- En diciembre de 2017, una versión de la canción apareció en un anuncio navideño de Co-op.[34]
- La canción aparece en el drama de la miniserie de Showtime Limited de 2018, Patrick Melrose, en los créditos finales del quinto y último episodio.
- La canción aparece en la temporada 3, episodio 3 de la serie de Netflix Sex Education.[35]
- La canción aparece en la película Aftersun (2022) de Charlotte Wells.